# Aktaión halála (Tiziano-kép)
Az Aktaión halála Tiziano Vecellio festménye, amely a National Gallery gyűjteményének része.

## Keletkezése
A kép témája a görög mitológiából származik: Artemisz szarvassá változtatta Aktaiónt, a vadászt, akit ezután saját kutyái téptek szét. Tiziano 1559 és 1575 között festhette. A művész 1551 körül ambiciózus vállalkozásba kezdett, nagyméretű, mitológiai képeket festett a későbbi spanyol királynak, II. Fülöpnek, amelynek témáit Ovidius Átváltozások című munkája ihlette. Tiziano azzal az elhatározással festett, hogy a versekkel egyenértékű látványt alkot.
1556 és 1559 között Tiziano elkészítette Akteión és Artemisz történetének első fejezetét: ezen a képen azt örökítette meg, amikor a vadász meglesi a fürdő istennőt. Az Aktaión halála ennek a festménynek a tulajdonképpeni folytatása. A kép bal oldalát Artemisz uralja, tőle jobbra látható Akteión az átalakulás pillanatában: teste még emberi, feje már szarvasé. A vadászt kutyái marják.
Tiziano a hetvenes éveiben járt, amikor nekikezdett a képnek, és a nyolcvanas évei közepén még dolgozott rajta. Elképzelhető, hogy a festmény a műtermében volt, amikor 1576-ban meghalt. Az biztos, hogy a kép nem jutott el Spanyolországba. Az vitatott, hogy az itáliai mester befejezte-e a művet vagy sem. A vászonra festett, 178,8 × 197,8 centiméteres olajkép 1972-ben került a galéria gyűjteményébe. Tiziano képe inspirálóan hatott William Turnerre, aki szintén megfestette a maga változatát Aktaión haláláról.